# (2973) Paola
Pour les articles homonymes, voir Paola.

(2973) Paola est un astéroïde de la ceinture principale découvert le 10 janvier 1951 à l'observatoire royal de Belgique à Uccle par l'astronome belge Sylvain Arend. Sa désignation provisoire était 1951 AJ.
Il porte le nom de la reine des Belges Paola Ruffo di Calabria.